# 氣旋勞倫斯
強烈熱帶氣旋勞倫斯（英語：Severe Tropical Cyclone Laurence）是一個於2009年12月影響西澳大利亞州的熱帶氣旋，為2009－2010年澳洲地區熱帶氣旋季的第1個獲命名的風暴。勞倫斯於12月10日在達爾文的東北面形成，隨後在金伯利對出海域快速增強並於12月16日凌晨達到首個頂峰，之後因登陸而減弱為熱帶低氣壓，於12月19日出海後重新增強，12月21日凌晨達到第2次頂峰並在八十英里灘作第2次登陸，隨後因陸地磨擦而令強度迅速下滑，不久後減弱為殘餘低氣壓，最後於12月23日在澳洲中部消散。

## 氣象歷史
12月8日，一個低壓在阿拉弗拉海上空形成。
12月10日上午6時，澳大利亞國家氣象局將其升格為熱帶低氣壓，給予編號01U。
12月13日上午0時，澳大利亞國家氣象局將其升格為一級熱帶氣旋，並命名為勞倫斯(Laurence)。
12月14日下午9時，澳大利亞國家氣象局將其升格為二級熱帶氣旋。
12月15日上午3時，澳大利亞國家氣象局將其升格為三級熱帶氣旋。下午6時，澳大利亞國家氣象局將其升格為四級熱帶氣旋。
12月16日上午0時，澳大利亞國家氣象局將其升格為五級熱帶氣旋。上午3時，澳大利亞國家氣象局將其降格為三級熱帶氣旋。下午9時，澳大利亞國家氣象局將其降格為二級熱帶氣旋。
12月17日下午9時，澳大利亞國家氣象局將其降格為一級熱帶氣旋。
12月18日中午12時，澳大利亞國家氣象局將其降格為熱帶低氣壓。
12月19日上午4時，澳大利亞國家氣象局將其升格為一級熱帶氣旋。下午4時，澳大利亞國家氣象局將其升格為二級熱帶氣旋。
12月20日下午3時，澳大利亞國家氣象局將其升格為三級熱帶氣旋。下午8時，澳大利亞國家氣象局將其升格為四級熱帶氣旋。
12月21日上午3時，澳大利亞國家氣象局將其升格為五級熱帶氣旋。中午12時，澳大利亞國家氣象局將其降格為四級熱帶氣旋。下午8時，澳大利亞國家氣象局將其降格為三級熱帶氣旋。
12月22日上午7時，澳大利亞國家氣象局將其升格為二級熱帶氣旋。中午12時，澳大利亞國家氣象局將其降格為一級熱帶氣旋。
12月23日中午12時，澳大利亞國家氣象局將其升格為熱帶低氣壓，並發出最後警報。

## 外部連結
- Joint Typhoon Warning Center (JTWC) （页面存档备份，存于）
- Bureau of Meteorology (TCWC's Perth, Darwin & Brisbane) （页面存档备份，存于）